# Ruben Cherñajovsky
Rubén Cherñajovsky (Buenos Aires, Argentina, 7 de enero de 1948) es un empresario argentino, socio fundador y principal accionista de Newsan, empresa argentina de electrónica de consumo.

## Biografía
Nació en Buenos Aires el 7 de enero de 1948, está casado y tiene 5 hijos. Ingresó al negocio de importación de equipos de audio con la marca Sansei, a fines de la década del 70. En mayo de 1987 inauguró la primera planta en Tierra del Fuego, para posicionarse en la actualidad como el mayor grupo de electrodomésticos del país.
En el año 1991 fundó Newsan, que emplea en la actualidad a más de 9000 personas, con infraestructura industrial en varias provincias del país. Actualmente se desempeña en la posición de socio fundador. 
Desde el Grupo Newsan, Rubén Cherñajovsky Noblex, Siam, Atma, Sanyo y Philco, y productos que incluyen categorías como pequeños electrodomésticos y línea blanca. 
En 2011 creó Newsan Food, su división de alimentos, que exporta productos de pesca, maní, miel, ciruelas disecadas, pasas de uva, y, habiéndose convertido desde el año 2014 en el principal exportador de pesca de la Argentina.
Aprovechando el auge de inversión en energías renovables en Argentina, en 2018 Rubén Cherñajovsky concretó una alianza con la empresa danesa, líder a nivel global en energía eólica, Vestas, para ensamblar en su planta de Campana, aerogeneradores que se destinan a los principales parques del país.
En julio de 2024, Newsan, adquirió el 100% del paquete accionario de P&G Argentina, creando de esta forma la nueva unidad de negocios de consumo masivo. En septiembre del mismo año Bloomberg News en línea Argentina lo calificó como una de las 500 personas más influyentes de la región latinoamericana. Además en ese mismo año fue incluido en la cuarta edición de la lista de las 500 personas más influyentes de América Latina, publicada por Bloomberg Línea, la plataforma surgida de la fusión entre Bloomberg Media y Falic Media. El reconocimiento destacó a líderes e innovadores que generaron un impacto significativo en sus comunidades locales y en la economía regional y global a través de su desempeño en distintos sectores.   
En 2025, un grupo de inversores compuesto por Luis Galli, el fondo Inverlat Investments —integrado por Carlos Giovanelli, Damián Pozzoli, Guillermo Stanley y Federico Salvai—, y los hermanos Juan y Patricio Neuss, adquirió la empresa Edison Energía. A través de esta compañía, el grupo incorporó participaciones en la Empresa de Distribución Eléctrica de Tucumán (EDET), la Empresa de Energía de Jujuy (EJESA), Líneas de Transmisión del Litoral (LITSA) y la Central Hidroeléctrica CEMPSA, ubicada en la provincia de Mendoza.
La operación incluyó un plan de inversión estimado en más de 300 millones de dólares, orientado a la mejora de la infraestructura eléctrica en las provincias de Jujuy, Tucumán y Mendoza, con énfasis en la modernización tecnológica y criterios de sustentabilidad.

### Reconocimientos
- "Empresario del año en el Rubro Manufacturas" de los Premios Security 2013[11]
- Premio Fortuna de Oro a la Mejor Empresa del año 2014[12]
- Premio a la Exportación Argentina del año 2016[13]
- León de Oro en el Festival de Cannes[14]
- Premio Fortuna a la Trayectoria año 2024.[15]